# Erich Dunskus
Erich Adolf Dunskus (* 27. Juli 1890 in Pillkallen, Ostpreußen; † 25. November 1967 in Hagen (Westfalen)) war ein deutscher Schauspieler.

## Leben
Erich Dunskus wanderte nach einer Lehre als Apothekengehilfe Anfang 1914 nach Amerika aus, versuchte aber bei Ausbruch des Ersten Weltkrieges 1914 in die Heimat zurückzukehren. Das neutrale, niederländische Schiff wurde jedoch im Ärmelkanal von französischen Streitkräften aufgebracht; deutsche Staatsangehörige wurden in Frankreich interniert. Während der einjährigen Internierung lernte er den gleichfalls internierten Regisseur Georg Wilhelm Pabst kennen, der vorher eins der vier deutschsprachigen Theater in New York geleitet hatte und nun für und mit den internierten Deutschen Theateraufführungen improvisierte. Später wurde Erich Dunskus über die Schweiz nach Deutschland repatriiert.
Infolge seiner militärischen Ausbildung kam er zunächst als Sanitäter an die Ostfront, später an die Westfront, wo er durch einen Giftgasangriff verwundet wurde. Das Kriegsende erlebte er auf Erholungsurlaub in Deutschland.
Nach 1918 nahm er Schauspielunterricht an der Reicherschen Hochschule für dramatische Kunst und spielte zunächst am Staatstheater in Eisenach. Später folgten Engagements an wechselnden Bühnen und schließlich ab 1925 am Preußischen Staatstheater in Berlin, das später von Gustaf Gründgens geleitet wurde. Nach dem Zweiten Weltkrieg war er zunächst am Deutschen Theater in Ost-Berlin engagiert, später am Schillertheater und am Schlosspark Theater in West-Berlin.
Neben seiner Tätigkeit am Theater trat Dunskus ab etwa 1930 in Haupt- und Nebenrollen in fast allen Ufa-Filmen auf, in den 1940er Jahren unter anderem in Unter den Brücken und Nacht fiel über Gotenhafen. Er stand 1944 in der Gottbegnadeten-Liste des Reichsministeriums für Volksaufklärung und Propaganda.
Anschließend an seine Film- und Bühnenlaufbahn lebte Erich Dunskus weiterhin in Berlin, siedelte aber mit seiner Frau Elisabeth nach dem Bau der Mauer nach Lübeck über und anschließend nach Hagen, wo er 1967 starb und begraben ist.
Er spielte insgesamt in nahezu 150 Filmen und stand etwa 3500 Mal auf den Berliner Bühnen. Als Synchronsprecher war er an mehr als 600 Film- und Fernsehproduktionen beteiligt. Er erhielt 1960 das Bundesverdienstkreuz.

## Filmografie (Auswahl)
- 1927: Maria Stuart
- 1929: Spiel um den Mann
- 1930: Der König von Paris
- 1931: Bobby geht los
- 1932: Der Geheimagent
- 1933: …und wer küßt mich?
- 1933: Ein Unsichtbarer geht durch die Stadt
- 1934: So endete eine Liebe
- 1934: Glückspilze
- 1935: Das Mädchen Johanna
- 1935: Mazurka
- 1935: Das Mädchen vom Moorhof
- 1936: Schloß Vogelöd
- 1936: Stadt Anatol
- 1936: Allotria
- 1936: Savoy-Hotel 217
- 1937: Kapriolen
- 1937: Condottieri
- 1937: Die Kronzeugin
- 1937: Die göttliche Jette
- 1937: Der Mann, der Sherlock Holmes war
- 1937: Der zerbrochene Krug
- 1937: Ein Volksfeind
- 1938: Der Blaufuchs
- 1938: Steputat & Co.
- 1938: Der unmögliche Herr Pitt
- 1938: Gastspiel im Paradies
- 1938: Sergeant Berry
- 1938: Das Leben kann so schön sein
- 1938: Geheimzeichen LB 17
- 1939: Der Schritt vom Wege
- 1939: Johannisfeuer
- 1939: Robert Koch, der Bekämpfer des Todes
- 1939: Ihr erstes Erlebnis
- 1941: Komödianten
- 1941: Friedemann Bach
- 1941: Blutsbrüderschaft
- 1941: Jakko
- 1941: Annelie
- 1942: Hände hoch!
- 1942: Die große Liebe
- 1942: Symphonie eines Lebens
- 1943: Paracelsus
- 1943: Altes Herz wird wieder jung
- 1943: Die goldene Spinne
- 1943: Münchhausen
- 1944: Eine Frau für drei Tage
- 1944: Sommernächte
- 1944: Seinerzeit zu meiner Zeit
- 1944: Das Hochzeitshotel
- 1944/46: Unter den Brücken
- 1945: Shiva und die Galgenblume (unvollendet)
- 1945: Der Scheiterhaufen (unvollendet)
- 1946: Peter Voss, der Millionendieb
- 1947: Kein Platz für Liebe
- 1947: … und über uns der Himmel
- 1948: Morituri
- 1948: 1-2-3 Corona
- 1948: Und wieder 48
- 1948: Der große Mandarin
- 1949: Das Mädchen Christine
- 1949: Träum’ nicht, Annette!
- 1949: Die Kuckucks
- 1949: Quartett zu fünft
- 1949: Unser täglich Brot
- 1950: Der Kahn der fröhlichen Leute
- 1950: Bürgermeister Anna
- 1950: Melodie des Schicksals
- 1950: Die Frau von gestern Nacht
- 1952: Wenn abends die Heide träumt
- 1953: Rote Rosen, rote Lippen, roter Wein
- 1954: Flash Gordon (Fernsehserie, 1 Folge)
- 1955: Kennwort: Berlin-Tempelhof (A Prize of Gold)
- 1956: Beichtgeheimnis
- 1956: Mein Vater, der Schauspieler
- 1957: Das Herz von St. Pauli
- 1959: Tausend Sterne leuchten
- 1959: Marili
- 1960: Nacht fiel über Gotenhafen
- 1960: Der letzte Zeuge
- 1961: Stahlnetz: In der Nacht zum Dienstag … (Fernsehreihe, 1 Folge)
- 1961: Barbara
- 1963: Stadtpark (Fernsehfilm)
- 1964: Hafenpolizei (Fernsehserie) – Der Nachtwächter
- 1964: Sechs Stunden Angst (Fernsehfilm)
- 1965: Die Katze im Sack (Fernsehfilm)
- 1965: Gewagtes Spiel – Es brennt! (Fernsehserie, 1 Folge)
- 1966: Spätsommer (Fernsehfilm)

## Theater
- 1932: Hans Kyser: Abschied von der Liebe – Regie: Hans Kyser (Schiller Theater Berlin)
- 1934: Sigmund Graff: Die Heimkehr des Matthias Bruck (Viehhändler) – Regie: Lothar Müthel (Schauspielhaus Berlin)
- 1946: Jean Anouilh: Der Reisende ohne Gepäck (Chauffeur) – Regie: Hans-Robert Bortfeldt (Deutsches Theater Berlin – Kammerspiele)
- 1946: Gerhart Hauptmann: Kollege Crampton – Regie: Rudolf Hammacher (Deutsches Theater Berlin)
- 1947: Boris Lawrenjow: Die Bresche – Regie: Heinz Wolfgang Litten (Haus der Kultur der Sowjetunion)
- 1947: Ernst Toller: Pastor Hall (Kapo) – Regie: Thomas Engel (Deutsches Theater Berlin)
- 1947: Carl Zuckmayer: Der Hauptmann von Köpenick – Regie: Ernst Legal (Deutsches Theater Berlin)
- 1947: Frank Wedekind: Der Marquis von Keith – Regie: Gustaf Gründgens (Deutsches Theater Berlin)
- 1948: Dmitri Lenski: Kabale und Bühne – Regie: Ernst Legal (Haus der Kultur der Sowjetunion)
- 1948: Bertolt Brecht: Furcht und Elend des Dritten Reiches – Regie: Wolfgang Langhoff (Deutsches Theater Berlin)
- 1948: Bertolt Brecht: Mutter Courage und ihre Kinder – Regie: Erich Engel, Bertolt Brecht (Berliner Ensemble im Deutschen Theater Berlin)
- 1949: Paul Fechter: Der zauberer Gottes (Graf Dona-Sorquitten) – Regie: Vasa Hochmann (Theater am Kurfürstendamm Berlin)
- 1949; William Shakespeare: Hamlet (Soldat Francisco) – Regie: Rudolf Hammacher (Theater am Kurfürstendamm Berlin)
- 1950: Rudolf Blümner: Gegen den Strich (Bursche) – Regie: Franz Zimmermann (Theater am Kurfürstendamm Berlin)
- 1953: Molière: Don Juan (Gusman) – Regie: Giorgio Strehler (Theater am Kurfürstendamm Berlin)
- 1956: Ernst Barlach: Der arme Vetter (Wirt) – Regie: Hans Lietzau (Schiller Theater Berlin)
- 1956: Christian Dietrich Grabbe: Scherz, Satire, Ironie und tiefere Bedeutung – Regie: Heinrich Koch (Schlosspark Theater Berlin)
- 1956: William Shakespeare: Heinrich IV. (Stockmeister) – Regie: Josef Gielen (Schiller Theater Berlin)
- 1957: Seán O’Casey: Rote Rosen für mich (Eisenbahner) – Regie: Leo Mittler (Schlosspark Theater Berlin)
- 1957: Jean Anouilh: Der Walzer des Toreros – Regie: Paul Hoffmann (Schlosspark Theater Berlin)
- 1959: Edmond Rostand: Cyrano de Bergerac – Regie: Werner Düggelin (Schiller Theater Berlin)

## Hörspiele (Auswahl)
- 1955: Rudolf Bayr: Agamemnon muß sterben (Wächter) – Regie: Hans Conrad Fischer (SFB)
- 1957: Hermann Sudermann: Die Reise nach Tilsit (Jaksztat) – Regie: Erich Köhler (SFB)
- 1957: Thierry: Pension Spreewitz (Die Handwerker kommen, Folge 2, Erstsendung 19. Dezember 1957) (Tischler Schüttke) – Regie: Ivo Veit (RIAS Berlin)
- 1958: Dieter Meichsner: Auf der Strecke nach D. – Regie: Curt Goetz-Pflug (SFB)